# Brtonigla
Brtonigla (wł. Verteneglio) – wieś w Chorwacji, w żupanii istryjskiej, siedziba gminy Brtonigla. W 2011 roku liczyła 805 mieszkańców.

## Geografia
Brtonigla jest położona na półwyspie Istria, na wysokości 141 m n.p.m., 9 km na północny wschód od Novigradu. Przebiega przez nią droga Novigrad – Buje.
Miejscowa gospodarka oparta jest na rolnictwie i turystyce.

## Historia
Pierwsza wzmianka historyczna o miejscowości pochodzi z 1234 roku (jako Ortoneglo).
Od XIV wieku należała do Republiki Weneckiej. Pomiędzy XV a XVI wiekiem nastąpił napływ ludności z Dalmacji. W XVII wieku miejscowa populacja została zdziesiątkowana przez epidemię.